# Ґромбчево (Мазовецьке воєводство)
Ґромбчево (пол. Grąbczewo) — село в Польщі, у гміні Нарушево Плонського повіту Мазовецького воєводства.
Населення — 74 особи (2011).
У 1975-1998 роках село належало до Цехановського воєводства.

## Демографія
Демографічна структура станом на 31 березня 2011 року:
|          | Загалом | Допрацездатний вік | Працездатний вік | Постпрацездатний вік |
| -------- | ------- | ------------------ | ---------------- | -------------------- |
| Чоловіки | 38      | 8                  | 24               | 6                    |
| Жінки    | 36      | 5                  | 15               | 16                   |
| Разом    | 74      | 13                 | 39               | 22                   |